# Pentaplaris
Pentaplaris  es un género de fanerógamas con tres especies perteneciente a la familia Malvaceae. Se distribuye por Centroamérica y Sudamérica.
Son árboles robustos y altos con hojas pecioladas simples y alternas de márgenes enteros, ovado-elípticas u ovado agudas, dependiendo de la especie. Las flores, de color blanco y pentalobuladas, surgen en inflorescencias paniculadas. Fruto indehiscente y alado con una única semilla.

## Especies
- Pentaplaris davidsmithii L.J.Dorr & C.Bayer - Se distribuye por la Amazonia de Perú y Bolivia.
- Pentaplaris doroteae Louis Otho Williams|L.O.Williams & Standley - Endémico de Costa Rica.
- Pentaplaris huaoranica L.J.Dorr & C.Bayer - Se distribuye por Ecuador.